# Банчик, Ольга
О́льга Ба́нчик (в военные годы известна как Pierrette; настоящее имя Голда (евр. Голдэ) Банчик; 10 мая 1912, Кишинёв, Бессарабская губерния — 10 мая 1944, Штутгарт, Германия) — участница французского Сопротивления, казнённая нацистами в 1944 году в день рождения.

## Биография

### Румыния и эмиграция
Родилась в Кишинёве, была шестым ребёнком в бедной еврейской семье; её отец — Ноих-Бенцион Йойнович Банчик (1876—1942) — был ремесленником, мать Сура-Мирл Хаимовна Готлиб (1880—?) — домохозяйкой. С 11 лет — ученица в мастерской по пошиву одеял и набивке матрасов, с 12 лет вынуждена была самостоятельно работать. В 1926 году присоединилась к организованному рабочему движению в Кишинёве, участвовала в забастовке и была арестована. В 1932 году стала членом молодёжной организации коммунистической партии Румынии и переехала в Бухарест. В 1933 году подверглась аресту за участие в несанкционированной демонстрации и в течение нескольких месяцев отбывала наказание в женской тюрьме Mislea.
Во Францию уехала в 1936 или 1938 году. Здесь включилась в движение по переправке оружия республиканцам Испании и вышла замуж за румынского писателя и политического активиста Александру Жара (наст. фам. Аврам, 1911—1988). По некоторым данным, Банчик познакомилась с будущим мужем ещё в Румынии и они вместе переехали в Париж. В 1939 году у них родилась дочь Долорес, названная так в честь Долорес Ибаррури.

### В оккупированной Франции
После оккупации Франции в следующем году Банчик под именем Pierrette включилась в движение Сопротивления, с 1942 года — в рядах организованной другим бессарабским евреем Борисом Голбаном (наст. фам. Брухман, 1908—2004) иммигрантской группы организации французских вольных стрелков и партизан (Francs-Tireurs et Partisans de la Main ďŒuvre Immigrée, или сокращённо FTP-MOI — ФБСП МОИ), которую с августа 1943 года возглавлял Мишель Манушьян (Мисак Манукян, 1906—1944).
Банчик была связной группы, участвовала в более чем 100 партизанских акциях, направленных против оккупантов, занималась изготовлением и переправкой взрывчатки. К концу 1943 года, ослабленная повторными облавами, группа Манушьяна распалась на несколько автономных групп, а 16 ноября 1943 года Банчик была арестована французской полицией на rue du Docteur Brousse и передана Гестапо. 22 других участника группы, включая Манушьяна, были арестованы в том же месяце. Пропагандистские плакаты того времени (т. н. красные афиши — L’Affiche Rouge) изображали участников группы Манушьяна коммунистическими террористами из числа нацменьшинств (группа включала 11 евреев, 5 итальянцев, 2 французов, 2 армян, одного поляка и одного испанца). «Процесс 23-х» так и вошёл в историю под названием «L’Affiche Rouge».
Несмотря на пытки, отказалась назвать какие-либо имена и 21 февраля 1944 года на открытом судебном заседании, на которое были приглашены многие французские знаменитости, вместе с Манушьяном и 21 другим участником группы была приговорена к смертной казни. Все мужчины из числа приговорённых были расстреляны на второй день в крепости Форт Мон-Валерьен (Fort Mont-Valérien) в парижском предместье Сюрен. Банчик — единственная женщина среди участников группы — была переправлена в Штутгарт, где на тюремном дворе в день её рождения она была обезглавлена топором.

По пути в Штутгарт 9 мая 1944 года, в вагоне Банчик написала адресованное в Красный Крест прощальное письмо дочери (которую под именем Долорес Жакоб укрывала у себя французская семья) с припиской: 

Уважаемая мадам! Я прошу вас быть столь любезной и передать это письмо после войны моей маленькой девочке Долорес Жакоб. Это последнее пожелание матери, которой осталось жить лишь двенадцать часов.
 Выброшенный через вагонное окно клочок бумаги был найден крестьянами и опубликован после войны.

Моя любимая дочурка, моя сладкая крохотная любовь!
Твоя мама пишет это последнее письмо, моя любимая доченька; завтра в 6 утра, 10 мая, меня больше не будет.
Не плачь, моя любовь; твоя мама уже тоже не плачет. Я умираю со спокойной совестью и твёрдым убеждением, что завтра твоя жизнь и твоё будущее будут счастливей, чем у твоей мамы. Ты не будешь страдать. Гордись своей мамой, моя любовь. У меня всегда перед глазами твой образ.
Я буду верить, что ты увидишь своего папу, у меня есть надежда, что его постигнет иная судьба, нежели моя. Передай ему, что я всегда думала о нём, как я всегда думала о тебе. Я люблю вас обоих всем сердцем. Вы оба мне дороги. Моё милое дитя, твой папа теперь для тебя и твоя мама. Он тебя сильно любит. Ты не почувствуешь утрату матери. Моё милое дитя, я заканчиваю это письмо с надеждой, что ты будешь счастлива всю жизнь, с твоим папой, со всеми.
Целую тебя всем сердцем, много-много.
Прощай, моя любовь.
Твоя мама.

### Post Scriptum
Несколько улиц (а также стадион, университетский кампус, школы, кинотеатр и микрорайон) в Румынии носили имя Ольги Банчик, но большинство были переименованы в 1989 году (в том числе в Бухаресте — теперь улица Александру Филиппиде). Мемориальные таблички в её честь были также устранены. Попытка удалить мемориальную доску на улице Полонэ в Бухаресте в 2005 году вызвала протест со стороны известного литератора Бедроса Хорасанджяна и не увенчалась успехом. В городке Vitrolles департамента Буш-дю-Рон на юге Франции есть улица Ольги Банчик.
В 1959 году румынским скульптором Александру Чукуренку (1903—1977) была создана скульптурная композиция «Olga Bancic pe eşafod» (Ольга Банчик на эшафоте; Национальный музей искусств Румынии, Бухарест).
В 1976 году режиссёром Франком Кассанти во Франции был поставлен художественный фильм L’Affiche Rouge («Красная афиша»), в котором роль Ольги Банчик сыграла польская актриса Майя Водецка, роль мужа Банчик Александру Жара (в картине — Alexandre Jar) — Жан Леско, роль их дочери (в картине — Долорес Банчик) — Сильвия Бадеску.
26 октября 1999 года Высший Совет Памяти (Conseil supérieur de la Mémoire) при президенте Франции специальной церемонией почтил память Ольги Банчик вместе с пятью другими героями французского Сопротивления.

## Семья
Муж Ольги Банчик — писатель Александру Жар (Соломон Якоб) — после войны возвратился в Румынию и продолжил успешную литературную карьеру. В 1956 году он вместе с драматургом Михаилом Давидоглу (1910—1987) и литературным критиком Ионом Витнером (1914—1991) подвергся критике со стороны видного идеолога партии Мирона Константинеску (1917, Кишинёв — 1974, Бухарест) за «интеллектуально-либеральные тенденции» в творчестве и «буржуазный идеализм». Жар выступил против партийного надзора над литературой; Давидоглу и Витнеру вменялось в вину то, что они не смогли его вовремя осудить. Дочь Ольги Банчик Долорес жила с отцом в Румынии.
Сестра — Лейка Бенционовна (Елизавета Наумовна) Банчик (в замужестве Лившина, 1901—1974), жила в Кишинёве. Её сын (племянник Ольги Банчик) — математик Годим Лейбович Лившин (1926—1998). У Ольги Банчик были также сестра Марьем (род. 1906) и брат Вольф (род. 1905).